# رشد در جهان
رشد در جهان یک سری سخنرانی علمی توسط ریچارد داوکینز در جلسه‌های کریسمس انجمن سلطنتی است، که در آنها دربارهٔ فرگشت و حیات بحث کرده است.
این جلسه‌ها برای نخستین بار در سال ۱۹۹۱ به صورت پنج قسمت یک ساعتی در بی‌بی‌سی بریتانیا پخش شده است. سپس بنیاد خرد و دانش حق پخش آن را به دست آورده و در ۳۰ آوریل ۲۰۰۷ آن را به شکل دی‌وی‌دی در دسترس عموم گذاشت. این بنیاد تمام بخش‌ها را به‌طور رایگان نیز در وبگاه خود قرار داده است.